# Eduard Mybs
Eduard Mybs (ur. 30 grudnia 1858, zm. 4 czerwca 1923 w Altona) – niemiecki lekarz, esperantysta.

## Życiorys
Był esperantystą od 1903 roku, członkiem Komitetu Językowego, wiceprezesem Akademio de Esperanto i prezydentem Kongresu w Dreźnie w 1908 roku. Należał do grupy czterech organizatorów tego kongresu, nazywanych Kvaro por la Kvara (czterech na czwarty). Oprócz niego kongres organizowali: Heinrich Gustav Arnhold, Marie Hankel i Albert Schramm. W latach 1906–1911 pełnił funkcję prezesa Germana Esperanto-Asocio (do 1909 roku Germana Esperantista Societo). Był członkiem honorowym UEA. Zmarł 4 czerwca 1923 roku w Altonie.